# Рассвет (Джалал-Абадская область)
Рассвет (кирг. Рассвет) — село в Ноокенском районе Джалал-Абадской области Кыргызстана. Входит в состав Аралского айылного аймака.

## География
Село расположено в южной части области, на правом берегу реки Кара-Ункюр, на расстоянии приблизительно 7 километров (по прямой) к востоко-юго-востоку от села Масы, административного центра района. Абсолютная высота — 715 метров над уровнем моря.

## Население
Согласно оценочным данным Национального статистического комитета Кыргызской Республики, численность населения села на начало 2023 года составляла 717 человек.
| год     | 2009 | 2014 | 2015 | 2020 | 2021 | 2023 |
| ------- | ---- | ---- | ---- | ---- | ---- | ---- |
| человек | 517  | 531  | 482  | 637  | 677  | 717  |